# Esplanade Zagreb Hotel
Esplanade Zagreb Hotel är ett femstjärnigt hotell i Zagreb i Kroatien. Det invigdes år 1925, ursprungligen som ett hotell för passagerare som färdades med Orientexpressen på linjen Paris–Venedig–Istanbul. Det är beläget vid Zagrebs centralstation i Nedre staden och är ett av stadens mest luxuösa hotell och tillika landmärke. 

## Historik
I början av 1900-talet hade de två dåtida mest välkända hotellen i Zagreb blivit för små för det ökande antalet passagerare som anlände med Orientexpressen. För att möta de nya behoven drogs planer för ett nytt luxuöst hotell. Det skulle uppföras på en då öppen plats vid centralstationen som var en av stationerna där Orientexpressen stannade på sin rutt mellan Paris och Istanbul.
År 1917 tillkännagavs ett internationellt anbudsförfarande som lockade många av samtidens främsta arkitekter, däribland Adolf Loos som dock inte vann anbudet. Det vanns istället av tysken Otto Rehnig. Rehnigs ursprungliga planer omarbetades av den inhemske arkitekten Dionis Sunko och hotellbyggnaden som något senare uppfördes i secessionsstil under belle époque-perioden brukar därför tillskrivas honom. 
Uppförandet av det nya hotellet inleddes år 1923 och slutfördes 26 månader senare. Vid invigningsceremonin den 22 april 1925 närvarade över 200 framstående gäster, däribland Zagrebs borgmästare Vjekoslav Heinzel. Hotellet blev snart därefter centrum för Zagrebs sociala liv och uppskattat inte minst för sina extravaganta baler.
Hotellets ryktbarhet som tillhåll för den lokala och internationella societeten fick ett abrupt slut i samband med andra världskrigets utbrott och upprättandet av den med Nazityskland allierade Oberoende staten Kroatien. Från år 1941 utgjorde hotellet den tyska försvarsmakten och Gestapos huvudkontor i Zagreb.
Efter andra världskrigets slut och upplösningen av Oberoende staten Kroatien år 1945 gjordes hotellet om till ett offentligt kök för att i början av 1950-talet åter rekonstrueras till ett hotell. År 1957 invigdes det nygamla hotellet som därefter gradvis återtog sin forna roll som en plats för de övre samhällsklasserna. År 1964 blev hotellet medlem i den internationella hotellkedjan InterContinental Hotels Group och bytte då namn till Hotel Esplanade Intercontinental.
Till hotellets mer uppmärksammade gäster genom åren räknas bland annat Josephine Baker, Charles Lindbergh, Orson Welles, Vivien Leigh, Alfred Hitchcock, Leonid Brezjnev, Elizabeth Taylor, Sophia Loren, Louis Armstrong, Francis Ford Coppola, Elizabeth II, Ella Fitzgerald, Richard Nixon, Pelé, Catherine Deneuve, Tina Turner, Samantha Fox, Nelson Piquet, Woody Allen, Garry Kasparov, Pierce Brosnan med flera.
I samband med det kroatiska självständighetskriget (1991–1995) var hotellets ekonomi ansträngd. Antalet turister i Kroatien hade minskat till följd av kriget vilket inverkade negativt på hotellets räkenskaper. Å andra sidan inkvarterade hotellet många inhemska och internationella journalister som kommit till Zagreb för att bevaka den politiska situationen. Under slaget om Vukovar tog sig många flyktingar från Vukovar till andra platser i Kroatien. I december år 1991 härbärgerade hotellet de 70 första flyktingarna som tagit sig ut ur den belägrade staden. Efter kriget återhämtade hotellet sig.   
I november år 2002 stängdes hotellet för totalrenovering och i november år 2003 blev hotellet den första medlemmen av Regent-kedjan i Europa. Efter renoveringen mjukstartade hotellet sin verksamhet den 18 maj 2004 och kallades då The Regent Esplanade Zagreb. År 2012 lämnade hotellet Regent-kedjan och drivs sedan dess i egen regi.

## Esplanade Zagreb Hotel i fiktion
Hotellet användes som en av inspelningsplatserna för den amerikanska miniserien Krigets vindar som hade premiär år 1983 och actionfilmen Den stora flykten 2 med premiär år 1988. 